# إمارة قرمان
إمارة قرمان هي دولة إسلامية نشأت عام 1250م جنوبي الأناضول. حكامها من أصول أرمنية حيث أسسها نوري الصوفي الذي اعتنق الإسلام. وتوالى على حكمها سلالته من بعده. وقد اتخذت التركية (المكتوبة في ذلك العهد بالأبجدية العربية) لغة رسمية للدولة.
كانت علاقة القرمان مع مماليك مصر ممتازة، حيث باع القرمان مدينة ألانيا (أو قلعة: علائية)، الواقعة اليوم بجنوب تركيا، للمماليك مقابل 5000 قطعة ذهبية، ثم تدهورت العلاقات في عهد سلطان زاد اسحاق.
انهزم «علاء الدين علي بك القرماني» حاكم إمارة القرمان في معركة "آق تشاي" 1398م على يد السلطان بايزيد الأول العثماني، وأُعدم بعد محاولته الهروب، وضم العثمانيون قونية، ولارينده، ونيغدا (بالتركية: Lârende)، وديڤيلي (بالتركية: Develi)، وقره حصار (بالتركية: Karahisar) في شمال جبال طوروس، التي كانت في أيدي القرمانيين، إلى أملاك الدولة العثمانية، بينما ظلت المدن والقلاع في جنوب جبال طوروس مثل موت (بالتركية: Mut) وإرمنيك (بالتركية: Ermenek) وتاشيلي (بالتركية: Taşeli) وإيتشل (بالتركية: İçel) تحت سيطرة البكوات من الفرع الآخر لعائلة القرمانيين.  وبعد سنوات قليلة، انهزم السلطان بايزيد الأول على يد تيمورلنك في معركة أنقرة 1402م، وأُعيد تأسيس إمارة القرمان.
وقف القرمان مع السلطان العثماني خلال محاربته للمماليك في الشام وكانت الانتصارات العثمانية على المجريين شمالا، أدت إلى ولاء القرمان طواعية للسلطان مراد الثاني العثماني ونهاية إمارة قرمان عام 1487م، أي بعد 237 سنة من تأسيسها.

## أصل بني قرمان
القرمانيون يعود نسبهم إلى خوجة سعد الدين وابنه نوره صوفي، الذين هاجرا من أذربيجان إلى سيواس. وقد انتقل من هناك إلى غرب جبال طوروس، بالقرب من بلدة لارنده، حيث عمل حطاباً. ابن نوره صوفي، كريم الدين قرمان باي، استجمع سيطرته على الأجزاء الجبلية من قيليقيا في وسط القرن 13. ولكن ثمة أسطورة منتشرة وغير متكاملة تدَّعي أن سلطان سلاجقة الروم، هو من أسس إمارة قرمان في تلك الأراضي.

## قوة الدولة القرمانية فيالأناضول
وحسب كتاب ممالك الأبصار الذي كتبه شهاب الدين عمر، فإن الجيش القرماني كان يضم 25,000 مُغير و25,000 عربي. وكان بإمكانهم الاعتماد أيضاً على بعض القبائل التركمانية ومحاربيها.
اعتمدت أنشطتهم الاقتصادية أساساً على السيطرة على مناطق تجارية إستراتيجية مثل قونية، قرامان وموانئ لاموس وأنامور.

## العمارة القرمانية

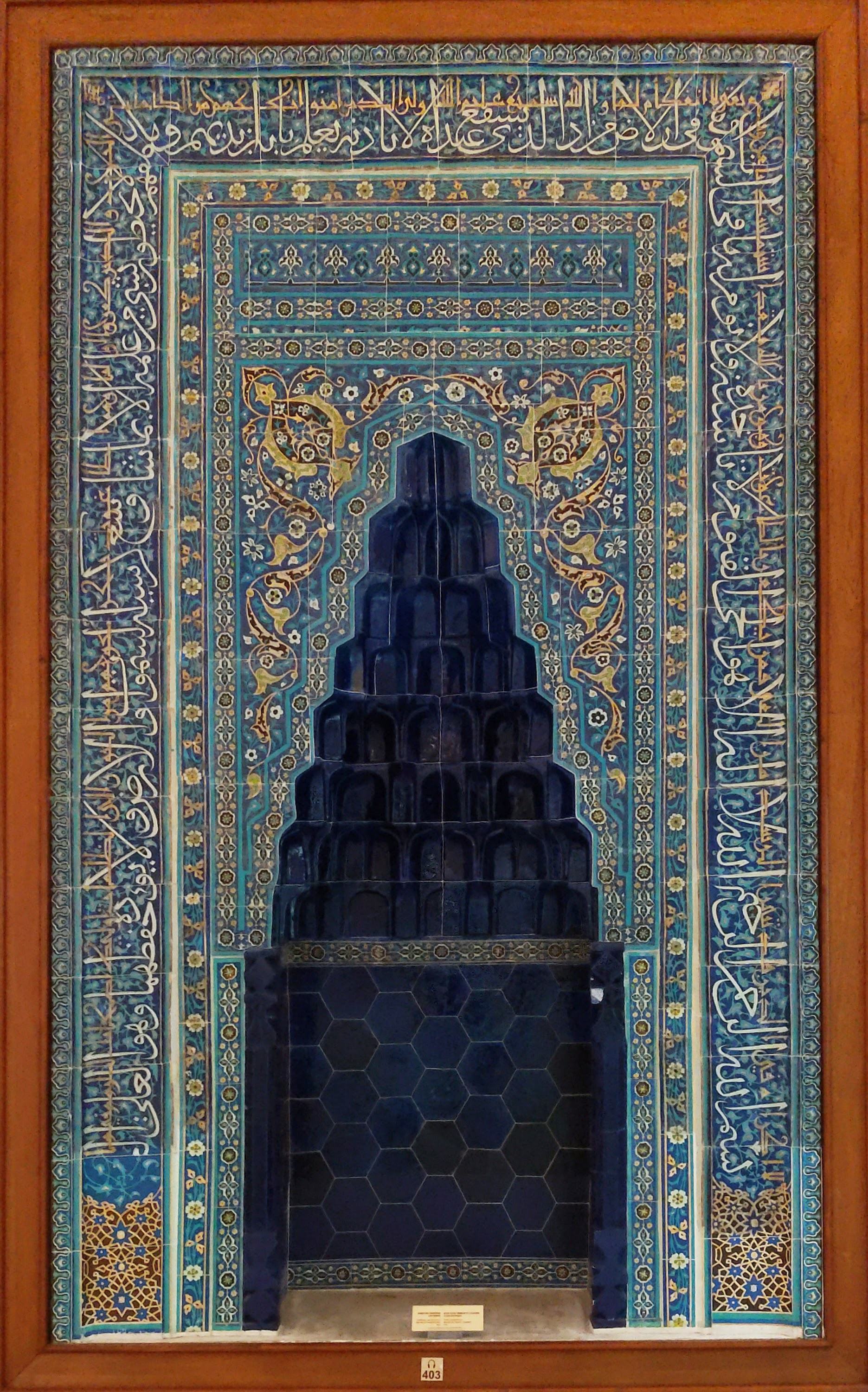
محراب من القرميد من إمارة بنو قرمان في عهد إبراهيم بك القرمانلي - معروض الآن في اسطنبول.

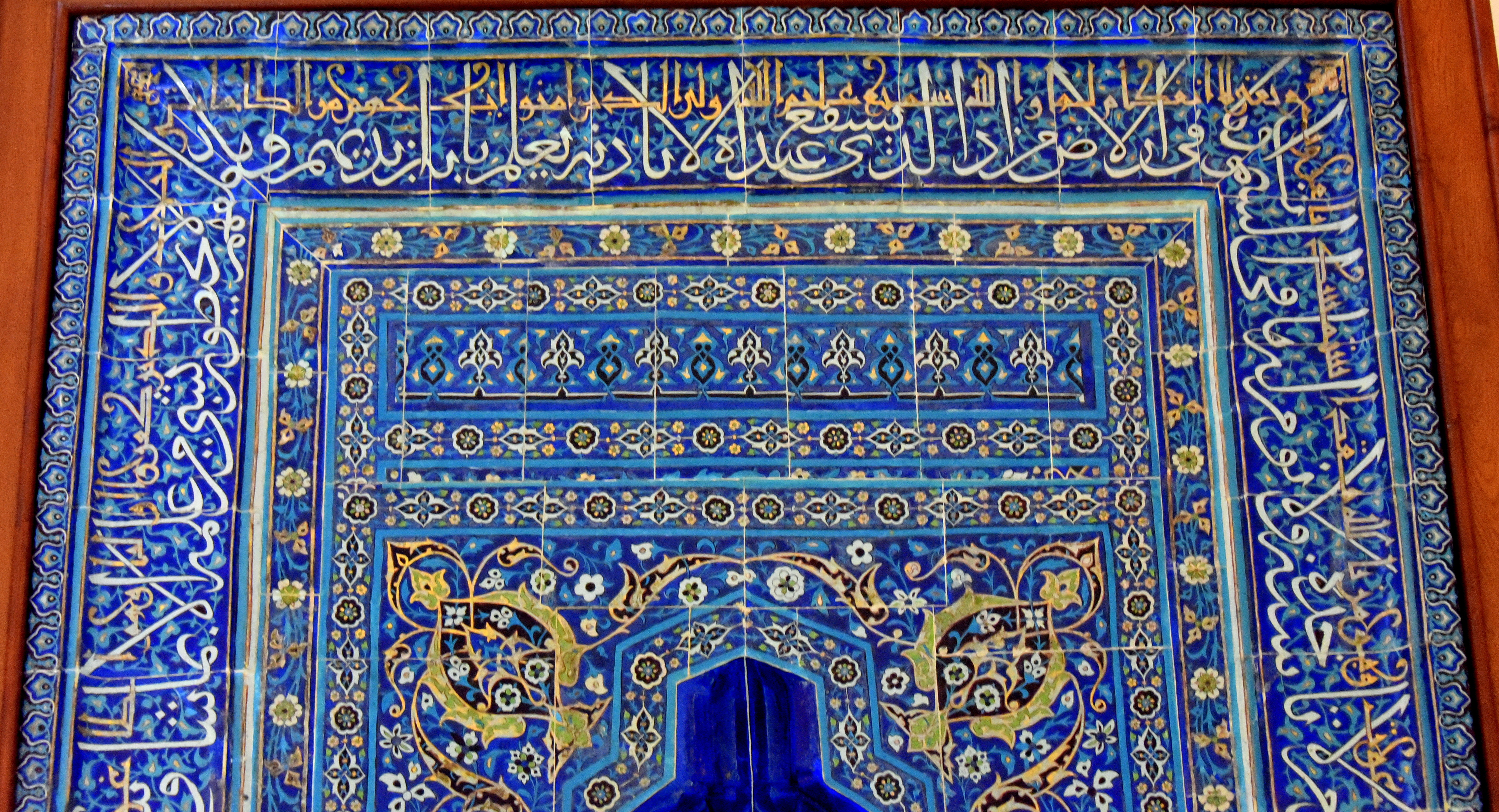
تفاصيل المحراب.

بنى القرمانيون 66 مسجداً، و 8 حمامات، و 2 خان لمبيت القوافل، و3 مدارس مازالت باقية حتى اليوم. وفيما يلي أهم ما تبقى من عمارتهم:
- حسبي مدرسة (1241م)
- مسجد شرف الدين (القرن 13)
- مدرسة إنجه ميناره (دار الحديث) (1258م–1279م)
- المدرسة الخاتونية (قرمان)
- مسجد وضريح مولانا في قونية
- مسجد مولانا آقتكه في قرمان
- مسجد (عمارة) إبراهيم باي في قرمان

## حكامها
1. نوري الصوفي: 1250م - 1256م
2. كريم الدين قرمان: 1256م - 1261م
3. شمس الدين محمد: 1261م - 1283م
4. غونيري بك: 1283م - 1300م
5. بدر الدين محمود: 1300م - 1308م
6. ياهشي خان بك: 1308م - 1312م
7. إبراهيم برهان الدين موسى بك: 1312م - 1333م
8. علاء الدين خليل مرزا: 1333م - 1348م
9. إبراهيم بدر الدين إبراهيم بك: 1348م - 1349م
10. فخر الدين أحمد: 1349م - 1350م
11. شمس الدين بك: 1350م - 1351م
12. الحاج برهان الدين موسى الصوفي: 1351م - 1356م
13. سيف الدين سليمان: 1356م - 1357م
14. الداماد علاء الدين علي بك الأول: 1357م - 1398م
15. سلطان زاده ناصر الدين محمد بك الثاني (جياش الدين): 1398م - 1399م
16. الداماد بنجي علاء الدين علي بك الثاني: 1418م - 1424م
17. الداماد إبراهيم بك الثاني: 1424م - 1464م
18. سلطان زاده اسحاق بك: 1464م
19. سلطان زاده پير أحمد: 1464م - 1469م
20. قاسم بك: 1م469 - 1483م
21. تورغوت أوغلو محمود: 1483م - 1487م

## عواصمها
- ارغيلي: حتى عام 1256م.
- ايرمينيك: حتى عام 1308م.
- قونية: حتى عام 1351م.
- موت: حتى نهاية الدولة.